# Лейбензон, Леонид Самуилович
Леони́д Самуи́лович Лейбензо́н (14 [26] июня 1879 года, Харьков, Российская империя — 15 марта 1951 года, Москва, РСФСР, СССР) — советский учёный-механик, действительный член Академии наук СССР. Специализировался в области аэро- и гидродинамики, теории упругости, теории фильтрации газа и нефти, вёл научную работу в ведущих научных центрах страны, организатор науки, основатель научных школ в области механики нефти и подземной гидродинамики.
Один из ближайших учеников и сотрудников Николая Егоровича Жуковского. Педагог высшей школы, профессор Грузинского, Юрьевского, Московского университетов и ряда других вузов.

## Биография
Родился в Харькове 14 (26) июня 1879 года. Отец — врач Самуил Львович Лейбензон, окончивший медицинский факультет Императорского Харьковского университета; мать — Софья Евсеевна Штерман. При рождении сыну дали имя Леон, хотя в семье его всегда звали Леонидом, и это имя было оставлено ему при крещении в 1907 году.
После окончания университета отец приступил к работе городским врачом в Белёве Тульской губернии, куда перевёз и семью.
Детство Леонида прошло в Белёве. Здесь же у него появились братья и сёстры Генрих, Полина, Надежда, Вера, Александр и умерший малолетним Владимир. Подготовленный студентом Н. Н. Соловьёвым (впоследствии — профессором ЛИИЖТа), в 1889 году он поступил в первый класс местной прогимназии. В 1890 году отец был направлен на работу в Тулу, туда же в гимназию перешёл и Леонид. При средних успехах в учёбе он, обладая отличной памятью, из предметов проявлял интерес к истории и географии (впоследствии только по ней имел отличную оценку в аттестате), увлекался чтением, особенно научно-фантастическими романами Жюля Верна.
В обстановке тульского общества — среде крупного промышленного центра — у юноши возник интерес к технике, он общался с посещавшими их дом рабочими и инженерами, читал специальную литературу, бывал на заводах и решил стать инженером. Приобрести инженерную специальность он полагал в Императорское Московское техническое училище. Однако, получив лишь удовлетворительную оценку по алгебре на вступительных экзаменах (экзаменовал профессор Н. А. Шапошников), принят в училище не был. Весьма огорчённый этим, по совету Н. Е. Жуковского Леонид пошёл на математическое отделение физико-математического факультета Императорского Московского университета с перспективой получить инженерное образование позже. Втянувшись в учёбу с третьего курса, Леонид выполнил дипломную работу под руководством Л. К. Лахтина, от которого получил приглашение остаться в университете по его окончании, чем, однако, не воспользовался.
В 1901 году Леонид Лейбензон окончил физико-математический факультет Московского университета. Возвратившись в Тулу, он предполагал занять место в статистическом отделе городской управы. Однако по настоянию отца и по совету Н. Е. Жуковского статистиком работать не стал, а поступил в Императорское техническое училище, сразу на второй курс. По рекомендации Жуковского начал также работать механиком в Кучинском аэродинамическом институте, где принял участие в постройке первой в России аэродинамической трубы, установке для испытания воздушных винтов, аэродинамических весов, разработке первых методов расчёта самолёта. Несмотря на успехи в работе, из-за разногласий Жуковского с владельцем института Д. П. Рябушинским в 1906 году вместе с наставником покинул Кучинский институт. В том же году окончил училище.
В 1906—1908 годах Лейбензон работал на Тульском механическом заводе. В апреле 1908 года он сдал последний экзамен на степень магистра прикладной математики в Московском университете. В декабре 1908 года через избрание получил должность приват-доцента Московского университета по кафедре прикладной математики, начал читать курсы гидродинамики, теории турбин, теории удара и небесной механики. С 1909 года появились публикации научных результатов Лейбензона (приложения теории упругости к изучению свойств земного сфероида).
Преподавал до 1911 года, когда в знак протеста против действий министра просвещения (см. Дело Кассо) Леонид Лейбензон ушёл из университета в числе большой группы профессоров и преподавателей. К этому времени им уже была подготовлена к защите магистерская диссертация по вопросам геофизики Земли, но из-за протестного ухода из университета вопрос о защите был отложен на два года, за это время «диссертация потеряла актуальность» (результаты оказались опубликованы), и ему пришлось готовить новую диссертацию.
Покинув университет, Л. С. Лейбензон перешёл на работу в контору частной фирмы Бари, где занимался проектированием и постройкой резервуаров и нефтепроводов под руководством уже тогда знаменитого инженера В. Г. Шухова. Под влиянием Шухова, начиная с 1912 года, Лейбензон выполнил и опубликовал серию работ по приложению методов теории упругости к решению ряда инженерных задач, в частности, определению частот колебаний брусьев переменного сечения, изучению сопротивления продольному изгибу закрученной стойки (для расчёта стоек башен Шухова).
В 1913—1914 годах Леонид Самуилович работал в Тифлисе, заведовал кафедрой экспериментальной физики Тифлисских высших женских курсов. Среди задач, решаемых им в этот период, — безопасное устройство резервуаров для хранения бензина в портах Черноморского побережья, рациональное расположение нефтяных скважин. Возвратившись в Москву, он возобновил чтение лекций по механике в Московском университете. В 1915 году защитил там же магистерскую диссертацию «К теории безбалочных покрытий», посвящённую решению с помощью функций Грина основных задач об изгибе тонкой, подпёртой большим числом опор плиты, оппонентами выступили Н. Е. Жуковский и И. В. Станкевич.
В 1915 году Лейбензон начал работать в Дерптском университете; в 1916 году — избран профессором кафедры прикладной математики. В 1917 году молодой профессор защитил докторскую диссертацию «О приложении метода гармонических функций Томсона к вопросу об устойчивости сжатых сферической и цилиндрической упругих оболочек». В том же году, в виду германской оккупации Эстонии, Леонид Самуилович покинул Юрьев и перебрался (часть пути проделав пешком) с Юрьевским университетом в Воронеж.
В 1919 году Лейбензон был избран профессором Тифлисского политехнического института, одновременно преподавал теоретическую физику в Грузинском государственном университете; издал учебники «Сопротивление материалов» и «Теоретическая механика». В 1921 году он был избран профессором прикладной механики Бакинского политехнического института, был организатором первого в СССР Нефтепромыслового факультета. Выступил основоположником многих направлений в теории и технике нефтяного дела, участвовал в проектировании и сооружении первых советских нефтепроводов Баку — Батум и Грозный — Нефтчи, в проектировании первого советского крекинга системы Шухова и первого турбобура.
В 1922 году Л. С. Лейбензон вернулся в Московский университет, где был избран заведующим кафедрой прикладной механики, создал гидравлическую лабораторию. Одновременно он заведовал кафедрой нефтепромысловой механики в Московской горной академии (1922—1930) и кафедрой теплотехники в Московском практическом электротехническом институте. Кроме того, Леонид Самуилович выступил инициатором организации кафедры теории упругости в МГУ (1923) и руководил ею до 1940 года. В 1925 году учёный организовал в Москве первую в СССР нефтепромысловую лабораторию (впоследствии преобразованную в Государственный исследовательский нефтяной институт).
В 1934 году Лейбензон начал сотрудничать в ЦАГИ, занимался разработкой методики расчёта самолёта на прочность, теорией пограничного слоя и некоторыми вопросами газовой динамики. Вошёл в число участников семинара С. А. Чаплыгина. В 1934—1935 годах он занимал должность директора Научно-исследовательского института математики. Его избрали вице-президентом Московского механического общества. С 1933 года Лейбензон — член-корреспондент АН СССР, в 1934 году ему присвоена учёная степень доктора технических наук, в 1936 году — степень доктора физико-математических наук.
10 июля 1936 года Л. С. Лейбензон был арестован на своей даче в подмосковном Кратово. Под следствием он сдержался в одной из московских тюрем. Московским городским судом в начале декабря 1936 года был оправдан и освобождён, но 17 декабря 1936 года вновь арестован, и 28 января 1937 года спецколлегия Мосгорсуда приговорила его и жену к «ссылке без принудительного лишения свободы в Казахстан сроком на три года». Под конвоем он был доставлен в Алма-Ату 23 апреля 1937 года, откуда выехал в Актюбинск, определённый ему и жене местом ссылки. По прибытии к месту ссылки у Лейбензона начались трудности с работой, он смог устроиться лишь в глубокой провинции, в ста километрах от Актюбинска — небольшом городке Темире. Некоторое время Леонид Самуилович работал в школе, причём проверявший его инспектор нашёл, что преподавание ведётся им на низком научном уровне. В ссылке Лейбензон написал ряд работ, в числе которых была монография «Вариационные методы решения задач упругости с приложением к изгибу и кручению авиационных профилей». Хлопоты С. А. Чаплыгина и его положительный отзыв на работы Лейбензона, по-видимому, помогли освобождению Леонида Самуиловича. По протесту прокурора в мае 1939 года он был оправдан решением Судебной коллегии по уголовным делам Верховного суда СССР от 8 апреля 1939 года.
В июне 1939 года Л. С. Лейбензон вернулся в Москву. Работал старшим научным сотрудником Геофизического института АН СССР (1939—1945). С началом Великой Отечественной войны он был эвакуирован в Боровое, Казахстан. Возвратившись из эвакуации, учёный заведовал отделом Института механики АН СССР (1944); возобновил преподавание в МГУ, в 1945 году вновь возглавил кафедру гидромеханики в этом университете. 27 сентября 1943 года Леонид Самуилович Лейбензон избран действительным членом АН СССР по Отделению технических наук (механика). Удостоенный Сталинской премии первой степени за работы «Движение газированной жидкости в пористой среде» и «Краткий курс теории упругости», он все полученные денежные средства передал на постройку боевого самолёта «Н. Е. Жуковский».

Могила на Новодевичьем кладбище

Жизненные трудности негативно сказались на здоровье Леонида Самуиловича, он перенёс несколько инфарктов, а в последние годы жизни боролся с тяжёлой болезнью, из-за которой с января 1944 года был прикован к постели. Умер 15 марта 1951 года. Похоронен в Москве на Новодевичьем кладбище (участок № 3).

## Научная деятельность
Л. С. Лейбензон внёс существенный вклад в такие разделы механики, как гидродинамика и прикладная механика, развил математические методы в механике, в частности, в некоторых разделах теории дифференциальных уравнений. Он стал основателем подземной гидравлики и создал первую в мире научную школу в этой области.
В 1930 году он вывел дифференциальные уравнения фильтрации (уравнения Лейбензона).
Провёл исследования испарения жидких капель в газовом потоке, выполнил преобразования для основных уравнений газовой динамики С. А. Чаплыгина.
Одна из его основных работ по механике, «Вариационные методы решения задач теории упругости», позволила создать приближённые методы решения задач теории упругости и ввести способы упрощения граничных условий. Разработал метод определения положения центра изгиба и доказал теорему о циркуляции касательного напряжения при изгибе, указал общий метод релаксации (смягчения) граничных условий, предложил приём приближённого определения крутящего момента и установления пределов его величины.
В области гидравлики и аэродинамики Л. С. Лейбензон разработал методы исследования пограничного слоя в связи с теорией вязкой жидкости, он вывел новую энергетическую форму интегрального условия и новые методы приближённого интегрирования уравнений ламинарного режима, вычисления лобового сопротивления тел. Лейбензону принадлежит развитие методов учёта инерционных сил в гидродинамической теории смазки. Им была создана динамическая теория глубинного насоса; дан расчёт движения нефти и газа по каналам с проницаемыми стенками, его труды положили начало разработке теории фильтрации газированных жидкостей.
В области геофизики методами теории упругости Лейбензон создал теорию деформирования геоида под действием сил приливного типа; он предложил расчёт толщины твёрдой оболочки Земли; им была разработана теория образования складок земной коры. Л. С. Лейбензон первым оценил влияние неоднородности Земли на величину модуля твёрдости земного шара в целом. В 1939 году провёл исследование возникновения циркуляции воды под действием ветра и распределения ветра по высоте с учётом шероховатости земли.
Лейбензону принадлежат свыше 120 научных трудов; он автор монографии по теории упругости и пластичности, а также учебников по теоретической механике, сопротивлению материалов, гидравлике, нефтепромысловой механике и др., статей, посвящённых жизни и творчеству знаменитых русских учёных-механиков В. Г. Шухова, А. Н. Крылова, Н. А. Петрова, С. А. Чаплыгина, Н. Е. Жуковского. Под его редакцией вышли собрания сочинений С. А. Чаплыгина и Н. Е. Жуковского.
Создатель советских научных школ в области нефтепромысловой механики и теории упругости и прочности.

## Избранная библиография
- О расчете лопастей пропеллера на кручение. — М.: Типолит. ВТУ им. т. Дунаева, 1924. — 24 с. — (Тр. Центр. аэрогидродинам. ин-та / Науч.-техн. отд. ВСНХ. Вып. 8).
- Нефтепромысловая механика. — 1934.
- Теория движения живой нефти в пласте. — 1934.
- Вариационные методы решения задач упругости с приложением к кручению и изгибу авиационных профилей. — 1940.
- Конспект курса теории упругости. — 1941.
- Краткий курс теории упругости: уч. для ин-тов. — М.; Л.: Гостехиздат, 1942. — 304 с.
- Элементы математической теории пластичности. — М.; Л.: Гос. изд-во техн.-теорет. лит., 1943. — 111 с.
- Движение природных жидкостей и газов в пористой среде. — М.; Л.: Гостехиздат (Образцовая тип.), 1947. — 244 с.
- Николай Егорович Жуковский: (К 100-летию со дня рождения). — М.; Л.: 2-я тип. Изд-ва Акад. наук СССР, 1947. — 184 с. — (Научно-популярная серия / Акад. наук СССР).
- Собрание трудов: в 4-х т. Т. 1: Теория упругости (468 с.); Т. 2: Подземная гидрогазодинамика (544 с.); Т. 3: Нефтепромысловая механика (679 с.); Т. 4: Гидроаэродинамика. Геофизика (399 с.). — М., 1951—1955.

Полная библиография приведена в отдельной брошюре.

## Награды и премии
- два ордена Ленина (10.6.1945; 24.9.1949)[20].
- орден Трудового Красного Знамени (1944)[20].
- Медаль «За доблестный труд в Великой Отечественной войне 1941—1945 гг.» (1945)[20].
- Сталинская премия первой степени (1942 год, присуждена в 1943 году) — за исследования в области теории упругости и нефтепромысловой механики «Курс теории упругости» и «Движение газированной нефти в пористой среде», опубликованные 1942 году[21].

## Память
- Учреждена Золотая медаль имени Л. С. Лейбензона за выдающиеся работы в области механики технологических процессов в нефтяной и газовой промышленности (1990)[22].
- Учреждена стипендия имени Л. С. Лейбензона для студентов РГУ нефти и газа имени И. М. Губкина (1995)[22].

## Семья
- Жена (с 1920 года) — педиатр София Андреевна Лейбензон (урождённая Ветухова, 1899—1971)[16].
  - Дочь — Татьяна Леонидовна Канделаки (1921—1987) — филолог[16].